# Mourino
Mourino (en russe : Му́рино) est une ville de l'oblast de Léningrad, en Russie. Se situant dans le raïon de Vsevolojsk, il fait partie de l'établissement urbain de Mourino. Ville la plus peuplée de l'oblast, sa population s'élevait à 112 536 habitants en 2024.    

## Géographie
Mourino est située dans l'oblast de Léningrad, un sujet de Russie européenne qui fait partie du district fédéral du Nord-Ouest. La localité se trouve dans le raïon de Vsevolojsk, une des raïons de l'oblast, dont il est le centre administratif. Il fait partie de l'établissement urbain de Mourino, une municipalité du raïon. Elle est adjacente à Saint-Pétersbourg, faisant partie de sa banlieue.
Mourino, comme tout l'oblast de Léningrad, est située dans le fuseau horaire MSK (heure de Moscou). Le décalage horaire appliqué par rapport au temps universel coordonné est +03:00.

## Histoire
Le 26 avril 2019, conformément à la loi régionale n° 17-oz du 15 avril 2019, le village de Mourino a reçu le statut de ville et l'établissement rural de Mourino a été transformée en établissement urbaine de Mourino.

## Démographie
Recensements (*) et estimations de la population,:
| 1838 | 2002* | 2010* | 2021*  |
| ---- | ----- | ----- | ------ |
| 314  | 5 002 | 7 023 | 89 083 |

| 2024    | - | - | - |
| ------- | - | - | - |
| 112 536 | - | - | - |

## Transports
Les autoroutes 41K-065 (Saint-Pétersbourg - Matoksa) et A118 (périphérique de Saint-Pétersbourg ) traversent la ville. La station de Deviatkino est la station terminus nord de la ligne 1 du Métro de Saint-Pétersbourg.